# Лев и единорог
Лев и Единорог — эмблематическая пара, встречающаяся в геральдике, литературе, архитектуре, музыке и изобразительном искусстве.
Семантика пары «лев и единорог» может отличаться в зависимости от культурной традиции и эпохи. Семантика пар «лев и единорог» либо «единорог и лев» может быть равной или отличаться. Семантика собственно этих двух фигур может рассматриваться вместе или быть независимой друг от друга.
Широко распространён сюжет о битве между львом и единорогом. Вероятно, борьба этих животных символизирует победу лета (Лев) над весной (Единорог). Также их сражение может символизировать борьбу двух миров: наземного и подземного.
По мнению Ионы и Питера Оупи, которое изложено в «Оксфордском словаре детских стихов», сюжет о соперничестве Единорога и Льва появился несколько тысяч лет назад. Этот сюжет может коррелировать с ведийским мифом о битве между Индрой и Вритрой.
Сюжет о сражении льва и единорога есть в рыцарской поэме Эдмунда Спенсера «Королева фей», повести Льюиса Кэрролла «Алиса в Зазеркалье», «Голубиной книге».
- Битва льва и единорога на рисунке Уолтера Крейна
- «Дама и единорог». Шпалера из серии из шести фламандских гобеленов, изображающих чувства. Конец XV века.
- Рисунок 1702 года, изображающий нападение группы львов во главе с единорогом на различных животных
- Скульптуры льва и единорога на лестнице университета Глазго
- Знак члена Ордена Святого Иоанна Иерусалимского. Между лучами мальтийского креста изображены львы и единороги.

## В английской культуре

### Фольклор
Стихотворение о битве Льва с Единорогом предположительно появилось в XVII веке, после союза между Англией и Шотландией. В результате этого союза получилось совмещение геральдических символов льва и единорога. Пара единорогов является щитодержателями в гербе Шотландии. А лев — геральдический символ Англии. Союз принял новый британский герб, на котором шотландский единорог и британский лев поддерживают королевский геральдический щит.
Это стихотворение было опубликовано в сборнике «Стихи Матушки Гусыни», откуда попало в повесть Льюис Кэрролла «Алиса в Зазеркалье».
Текст народной песни:

The lion and the unicorn

Were fighting for the crown

The lion beat the unicorn

All around the town.

Some gave them white bread,

And some gave them brown;

Some gave them plum cake

and drummed them out of town.

В переводе Самуила Яковлевича Маршака:

Вёл за корону смертный бой со Львом Единорог

Гонял Единорога Лев вдоль городских дорог,

Кто подавал им чёрный хлеб, а кто давал пирог,

А после их под барабан прогнали за порог.

В переводе Александра Александровича Щербакова:

Бьются, бьются за корону, Лев с Единорогом.

Гонит Лев Единорога по кружным дорогам.

Хлебных корок и бисквита им дают обоим,

От столицы отгоняют барабанным боем.

В переводе Владимира Эммануиловича Орла:

Лев

И один

Единорог

Дрались из-за короны.

Сломав Единорогу рог,

Лев отлупил его — как мог.

Им дали яблочный пирог,

Лапшу и макароны.

Раздался шум из-за дверей,

Забарабанил кто-то,

И перетрусивших зверей

Прогнали

За ворота!

- Иллюстрация к «Стихам Матушки Гусыни»: Вёл за корону смертный бой со Львом Единорог
- Иллюстрация к «Стихам Матушки Гусыни»: Гонял Единорога Лев вдоль городских дорог
- Иллюстрация к «Стихам Матушки Гусыни»: Кто подавал им чёрный хлеб, а кто давал пирог
- Иллюстрация к «Стихам Матушки Гусыни»: Кто подавал им чёрный хлеб, а кто давал пирог
- Иллюстрация к «Стихам Матушки Гусыни»: А после их под барабан прогнали за порог

В итоге этот образ в наше время был использован немецким музыкантом Майнхардом (Meinhard), который известен интересом к творчеству Л.Кэрролла и аллюзиями на него, в песне и клипе Lion and Unicorn.

### «Королева фей»
Во второй книге аллегорической рыцарской поэмы Эдмунда Спенсера «Королева фей» изображено сражение льва и единорога. Единорог атакует льва, наклонив голову, а лев вначале стоит у дерева и во время атаки единорога отскакивает в сторону, в результате чего единорог застревает своим рогом в стволе.
Эта поэма написана в XVI веке, ещё до объединения Шотландского и Английского королевств и их геральдических символов.

### «Алиса в Зазеркалье»

#### Сюжет
В расстановке фигур перед началом игры Единорог отнесён к белым фигурам, а Лев — к чёрным.
Лев и Единорог, по первому высказыванию Короля, дерутся за его же корону.
Лев и Единорог — довольно милые звери. Единорог пытается подружиться с Алисой, а Лев предлагает в честь дружбы съесть пирог. Тут появляются некоторые осложнения. Зазеркальные пироги сначала надо раздавать, а потом резать. Алиса же пыталась всё сделать по-нормальному. Неожиданно раздаётся барабанная дробь, и Алиса попадает в лес.
Льва также можно заметить в толпе у ковровой дорожки.

#### Аллюзии
Борьба Льва с Единорогом в повести Кэрролла осмысляется как вновь и вновь возобновляемый процесс, который свойственен постоянному круговороту природы.
Льюис Кэрролл, создавая эпизод о битве между львом и Единорогом, предположительно имел в виду соперничество между Уильямом Гладстоном и Бенджамином Дизраэли:

— Кто… победит… получит… корону? — спросила Алиса, тяжело дыша.

— Ну, нет! — сказал Король. — Что это тебе в голову пришло?

Кэрролл не любил Гладстона и был консервативных взглядов в политике. Современники увидели карикатуру на Гладстона и Дизраэли на рисунке Джона Тенниела, иллюстрировавшего книгу, так как они были похожи на карикатуры этих политиков работы Тенниела в британском юмористическом журнале «Панч».
Майкл Хэнчер, исследователь иллюстраций Джона Тэнниела, отмечает, что козлиная бородка Единорога хоть и похожа на бороду, которую отпустил Дизраэли в пожилом возрасте, в то же время присутствует у всех геральдических единорогов. Он считает, что аллегория с Гладстоном и Дизраэли не принадлежит Кэрроллу или Тенниелу, а родилась у читателей.
- Бенджамин Дизраэли
- Уильям Гладстон
- Лев и Единорог. Иллюстрация Джона Тенниела к повести «Алиса в Зазеркалье»
- Алиса, Зай Атс, Белый Король, Болванс Чик и Лев. Иллюстрация Джона Тенниела к повести «Алиса в Зазеркалье»
- Карикатура на Дизраэли в журнале «Панч», работы Джона Тенниела

### Геральдика
- Герб Великобритании
- Шотландский вариант герба Великобритании
- Портрет Елизаветы Стюарт. На воротнике изображены королевский герб Англии  и его щитодержатели — лев и единорог.
- Герб Канады
- Герб Ньюфаундленда и Лабрадора
- Лев и единорог на крыше здания старого Капитолия (Бостон)
- Лев и единорог на крыше здания старого Капитолия (Бостон)

## В русской культуре
Эмблематическая пара «лев и единорог» была широко распространена в русской культуре XVI—XVII веков. Она встречается также и у народов Сибири, например, у якутов. С большой вероятностью пара была заимствована из европейской культуры.
Выделяются три типа композиций: противоборство льва и единорога, пара по бокам двуглавого орла, пара по бокам дерева или другого растительного элемента.

### «Голубиная книга»
В финале «Голубиной книги» показано противоборство льва и единорога, которое олицетворяет бой Кривды с Правдой:

Единорог — зверь — всем зверям отец.

Почему единорог всем зверям отец?

Потому единорог всем зверям отец, —

А и ходит он под землёю,

А не держат его горы каменны,

А и те-то реки его быстрые;

Когда выйдет он из сырой земли,

А и ищет он супротивника,

А того ли люта льва-зверя;

Сошлись они со львом во чистом поле,

Начали оне, звери, дратися:

Охота им царями быть,

Над всеми зверями взять большину.

И дерутся оне о своей большине.

Единорог-зверь покоряется,

Покоряется он льву-зверю,

А и лев подписан — царём ему быть,

Царю быть над зверями всеми.

### Символы власти
Лев и единорог очень часто встречаются на царской утвари, тронах, зданиях и т. д. Эти фигуры есть на печати московского двора. Трон Ивана Грозного по сторонам украшен резьбой по кости, изображающей восстающих льва и единорога.
Эти фигуры, используемые совместно, могут быть символом главных русских княжеств, вокруг которых сгруппировались остальные земли государства.
Восстающие лев и единорог изображены на начальническом прапоре конца XVII века, хранящемся в собрании Эрмитажа; знамени, бывшем с Ермаком Тимофеевичем при покорении Сибири в 1581—1582 годах, хранящемся в Оружейной палате; знамени солдатского полка конца XVII века.
- Знамя, бывшее с Ермаком при покорении Сибири. 1581—1582 годы. Государственная Оружейная палата
- Вариант реконструкции знамени
- Начальнический прапор конца XVII века. Государственный Эрмитаж
- Фирменный знак Московского печатного двора времён Ивана Грозного
- Лев и единорог на спинке трона Ивана Грозного

### Архитектура
Фасад выездной башни палат Московского печатного двора, украшен фигурами льва и единорога. Также эти животные были изображены на фирменном знаке Московского печатного двора — под короной лев и единорог, в круге, заключённом в прямоугольник, с изображениями птиц по углам. Этот фирменный знак использовался на средниках книг Московского печатного двора уже с XVII века.
Ярус декора Спасской башни Московского кремля, который обрамляет снизу циферблаты часов, составлен из каменных фигур львов и единорогов.
- Обрамление Спасской башни
- Лев и единорог на фасаде синодальной типографии
- Роспись потолка главного зала Исторического музея

### Декоративно-прикладное искусство
Битва льва с единорогом — частый сюжет в росписях коробеек и коробьев, который использовался вплоть до XX века. Звери изображались в позе борцов, стоя на задних лапах они обхватили друг друга передними. При этом изогнутый рог единорога вонзается в голову льва. Звери изображались добродушно.
- Роспись коробьи. Район Великого Устюга. XVII век. Сражение льва с единорогом.
- Роспись сундучка-подголовка. Северная Двина. Район Борка. 1688 год. Древо жизни охраняют лев и единорог, поднявшись на задние лапы и соединившись, как в дружеском объятии.

### Русская геральдика
- Герб дворянского рода Алымовых
- Герб дворянского рода Брюсов
- Герб рода графа Михаила Лорис-Меликова
- Герб дворянского рода Ермоловых

## В еврейской культуре
Поединок льва и единорога — частый образ в росписи синагог.
В одном из мидрашей рассказывается о том как царь Давид был свидетелем поединка льва и единорога. Давид пас овец и, приняв единорога за гору взобрался к нему на спину. Единорог встал и пастух оказался на небе. По просьбе Давида Бог послал льва, который принудил единорога пасть ниц, после чего пастух спустился на землю.
Также лев является символом колена Иегуды, а единорог символом колена Эфраима. Колено Иегуды возглавляло Южное Израильское царство, а колено Эфраима — Северное Израильское царство. Эти царства враждовали между собой. После того, как десять колен Северного царства были угнаны, они считаются потерянными и будут найдены только с приходом мессии. Поединок льва и единорога в росписях напоминает, что с приходом мессии должны объединиться ранее враждовавшие Северное и Южное царство, символами которых являются эти животные.
С начала XVIII века лев с единорогом начали изображаться на еврейских надгробиях.
- Роспись Ходоровской синагоги. 1652 год.
- Титульный лист пинкаса Общества Изучения Мишны, Меджибож Украина, 1880-1910 годы.
- Титульный лист книги «Детские песни на идиш», иллюстрация Леонида Пастернака, 1915, Москва